# Lake Oswego
Lake Oswego [leɪk ɒsˈwiːɡoʊ] ist eine Stadt mit 40.731 Einwohnern (Stand 2020), die sich über drei Countys erstreckt, wobei der Hauptort in Clackamas County im US-Bundesstaat Oregon liegt und nur kleine Gemarkungen in den angrenzenden Countys Multnomah and Washington sind.

## Geschichte

### Frühgeschichte
Die Clackamas besetzten das Land, aus dem später der Lake Oswego wurde, aber die von europäischen Entdeckern und Händlern übertragenen Krankheiten töteten die meisten Eingeborenen. Vor dem Zustrom von Nicht-Eingeborenen über den Oregon Trail gab es in der Gegend zwischen dem Willamette River und dem Tualatin River eine Reihe von frühen Farmen.

### 19. Jahrhundert
Als die Siedler im 19. Jahrhundert den Ort für sich entdeckten, fanden sie das Land unterbesetzt vor.

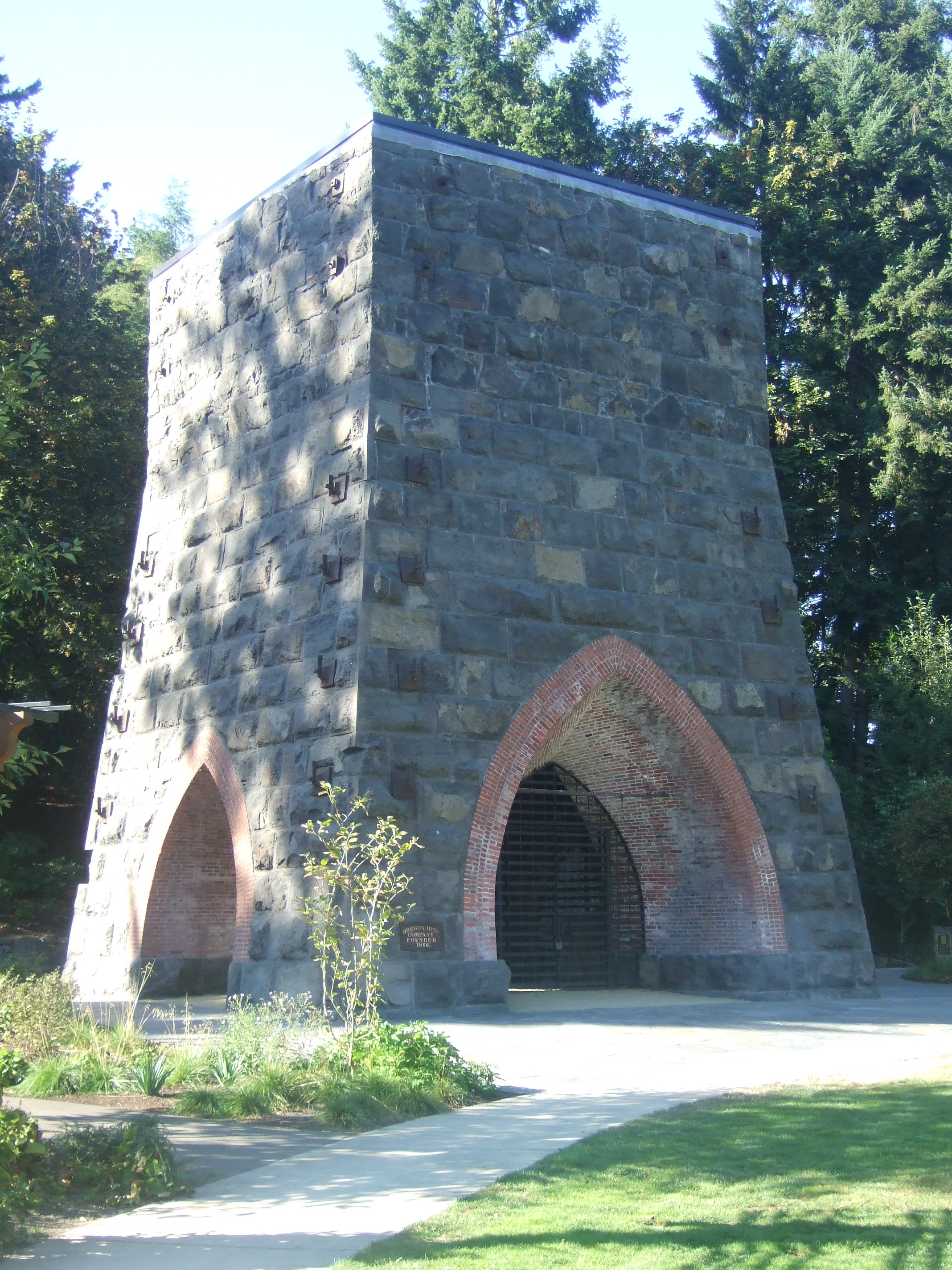
Restaurierte Überreste des Ofens der Oregon Iron Company von 1866 im George Rogers Park

Albert Alonzo Durham gründete 1847 die Stadt Oswego und benannte sie nach Oswego, New York. Er baute ein Sägewerk auf dem Sucker Creek, dem jetzigen Oswego Creek.
Im Jahr 1855 siedelte die Bundesregierung die verbliebenen Clackamas gewaltsam in die Grand Ronde Indian Reservation im nahe gelegenen Yamhill County um.
Der dichte Wald und die vom Regen verschlammten Straßen waren große Hindernisse für den Landweg. Die Überreste von Flussanlegestellen, Fähranlegestellen und Brücken aus dieser Zeit sind in diesem Bereich noch heute zu sehen.
Im Jahr 1865 wurde die Oregon Iron Company, durch die frühere Entdeckung von Eisenerz im Tualatin Valley, gegründet. Innerhalb von zwei Jahren wurde der erste Hochofen an der Westküste nach dem Vorbild der im Nordwesten von Connecticut üblichen Bogenöfen gebaut, und das Unternehmen machte sich daran, Oswego zum „Pittsburgh des Westens“ zu machen. 1878 wurde das Unternehmen an auswärtige Eigentümer verkauft und in Oswego Iron Company umbenannt und 1882 kauften die Portland-Finanziers Simeon Gannett Reed und Henry Villard das Unternehmen und benannten es um.
Der Eisenbahnanschluss kam 1886 in Oswego durch die Portland and Willamette Valley Railway an. Eine 11 km lange Linie versorgte Oswego mit einer direkten Verbindung nach Portland. Zuvor war der Zugang zur Stadt auf Straßen und Flussweg beschränkt. Die Ankunft der Eisenbahn förderte die Wohnbebauung entlang des Weges, was es Oswego ermöglichte, über seine industriellen Wurzeln hinaus zu wachsen, aber auf nationaler Ebene ermöglichte der kontinuierliche Ausbau des Güterbahnsystems einen einfachen lokalen Zugang zu billigerem und höherwertigem Eisen aus der Region der Großen Seen. Dies führte schließlich zum Untergang der lokalen Industrie.
Bis 1890 produzierte die Industrie 12.305 Tonnen Roheisen. Der Erfolg dieser Industrie stimulierte stark die Entwicklung von Oswego, das zu dieser Zeit über vier Gemischtwarenläden, eine Bank, zwei Friseurgeschäfte, zwei Hotels, drei Kirchen, neun Saloons, eine Drogerie und sogar ein Opernhaus verfügte.

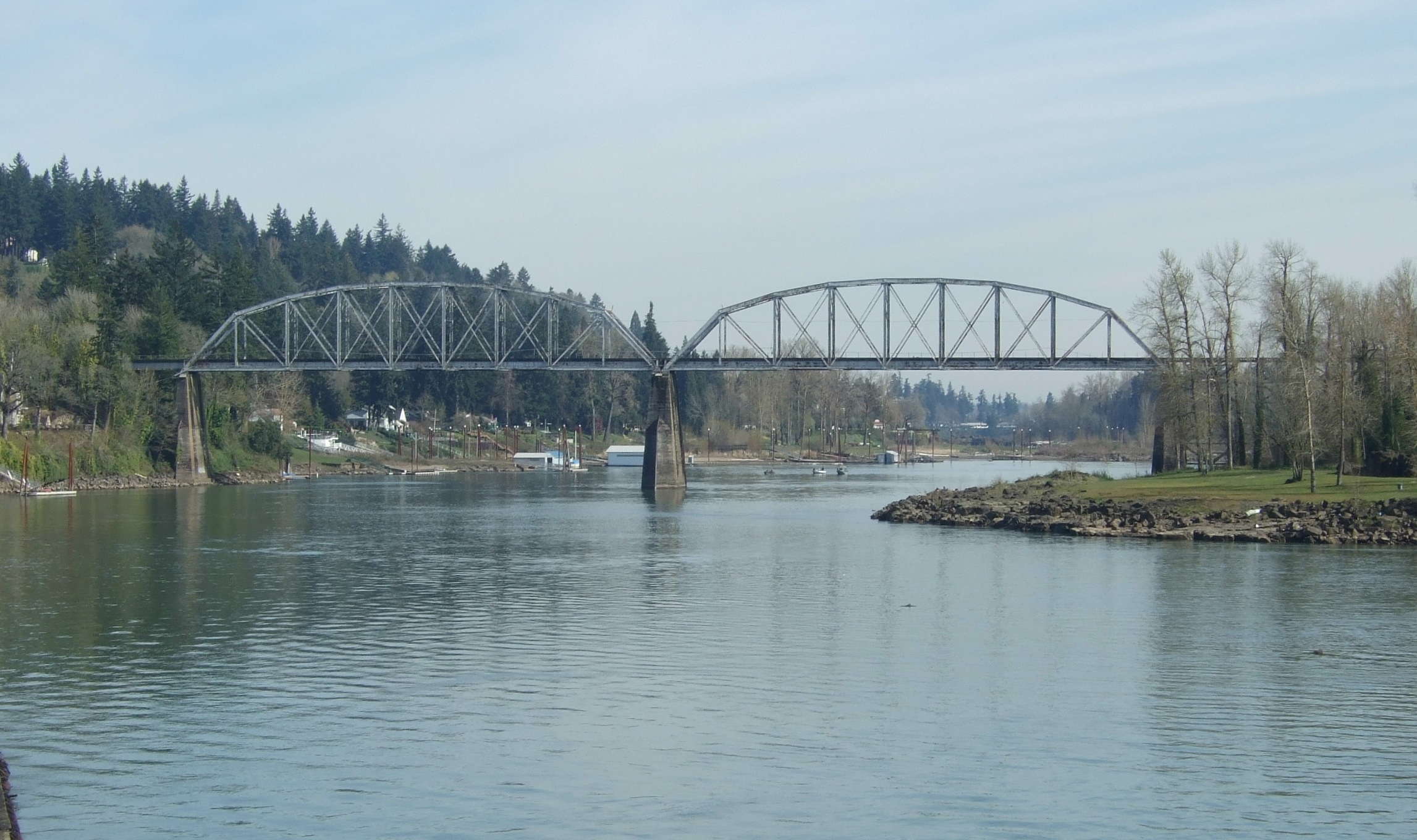
Die Lake Oswego Railroad Bridge

Die Eisenindustrie war ein wichtiger Teil einer Strategie, die von einigen Portland-Finanziers entworfen wurde, die sich im späten 19. Jahrhundert um die Kontrolle aller damit verbundenen unternehmerischen Unternehmungen bemühten. Die Kontrolle über Schifffahrt und Eisenbahnen wurde unter der Oregon Steam Navigation Company gedeckt, die später zur Oregon Railway and Navigation Company wurde. Dieses lokale Monopol reagierte auf die steigende Nachfrage der Region nach Eisen und Stahl und spielte eine Schlüsselrolle in der Wirtschaftsgeschichte der gesamten Region.

### 20. und 21. Jahrhundert
Die Oregon Iron and Steel Company passte sich an das neue Jahrhundert an, indem sie Programme zur Landentwicklung durchführte, große Teile des Lands, das sie besaß, verkaufte und ein Werk am Oswego Creek 1905 baute und Strommasten errichtete, um den Ort mit Strom zu versorgen.
1910 wurde die Stadt Oswego eingemeindet. Die Southern Pacific Railroad, die die P&WVR-Linie Ende des 19. Jahrhunderts erworben hatte, erweiterte sie von Schmalspur auf Normalspur und elektrifizierte sie 1914, um eine schnelle, saubere und leise Verbindung zwischen Oswego und Portland zu gewährleisten. Die Strecke war als Red Electric bekannt.
Der Personenverkehr erreichte 1920 mit 64 Zügen von und nach Portland täglich seinen Höhepunkt. Innerhalb von neun Jahren nach dem Höhepunkt endete der Personenverkehr und die Linie wurde bis zu ihrer Aufgabe im Jahr 1984 für den intermittierenden Güterverkehr zur Südküste von Portland genutzt. Die Linie wurde jedoch erhalten und der Willamette Shore Trolley bietet heute Touristenfahrten auf der Linie an.
Einer der Grundstücksentwickler, der von den Verkäufen von OI&S profitierte, war Paul Murphy, dessen Oswego Lake Country Club dazu beitrug, die neue Stadt als einen Ort zu fördern, an dem man „leben kann und wo man spielt“. Murphy war maßgeblich an der Entwicklung des ersten Wassersystems zur Versorgung des westlichen Teils der Stadt beteiligt und spielte auch eine Schlüsselrolle bei der Förderung der Gestaltung der Häuser in den 1930er und 1940er Jahren, die Oswego schließlich als attraktiven Wohnort etablierten. In den 1940er und 1950er Jahren trug die kontinuierliche Entwicklung dazu bei, die Wohngebiete von Oswego zu verbreiten.
Nach Portland wurde eine Verbindung mit Bussen aufgebaut.
Im August 2020 erhielt der Lake Oswego große Aufmerksamkeit in den Medien, als sein Bewohner einen anonymen Brief von Nachbarn erhielt, in dem er sie aufforderte, ihr "Black Lives Matter" -Schild vom Fenster zu nehmen und sich darüber beschwerte, dass dies die Immobilienwerte senkt was Bürgermeister Studebaker zu einer Stellungnahme zu dieser Angelegenheit veranlasste.

## Name
1960 wurde Oswego in "Lake Oswego" umbenannt. Die Stadt hat einige Spitznamen, darunter „Lake No-Negro“, „Lake Big Ego“, „Fake Oswego“ und „Fake Lost Ego“.

## Demografie

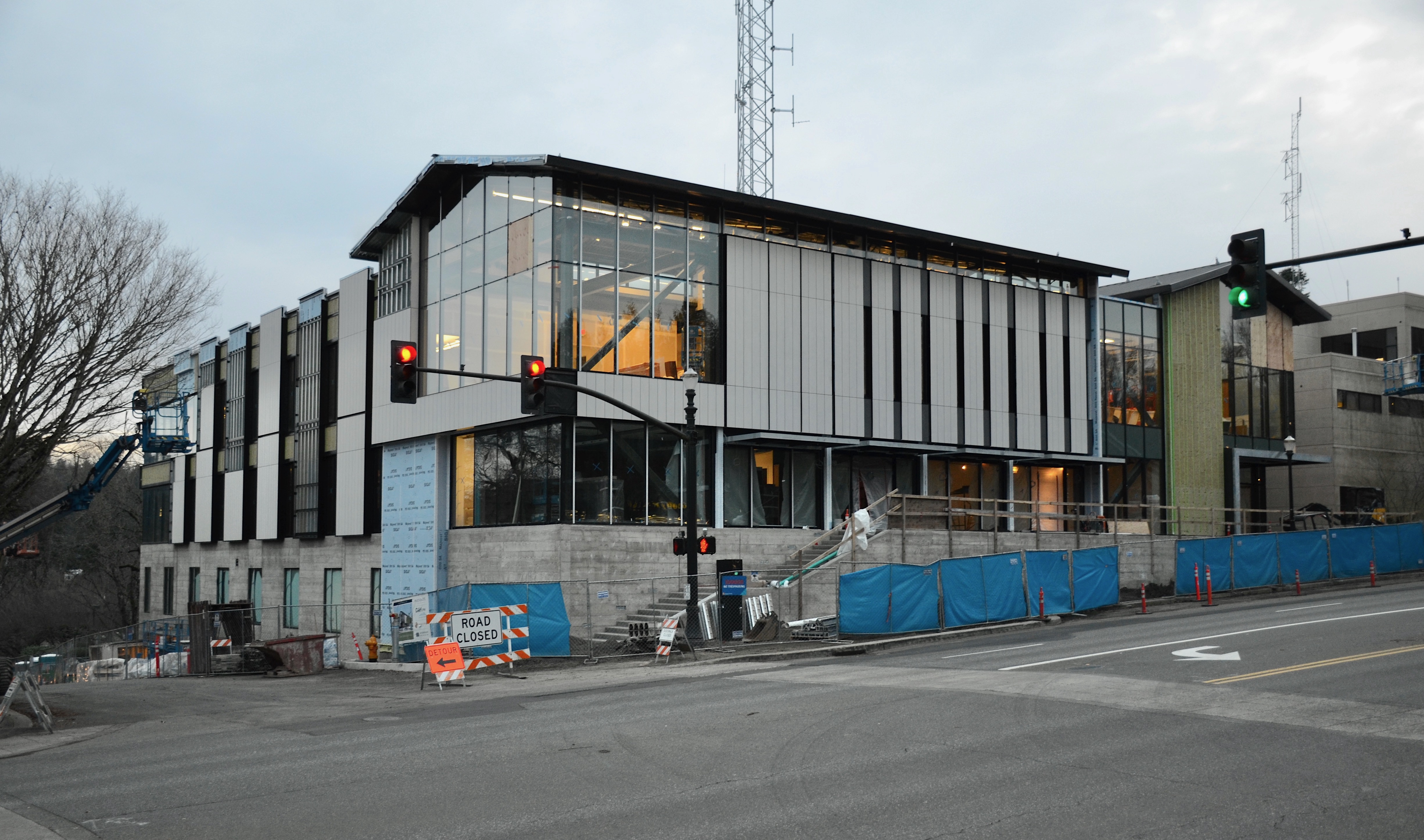
Rathaus

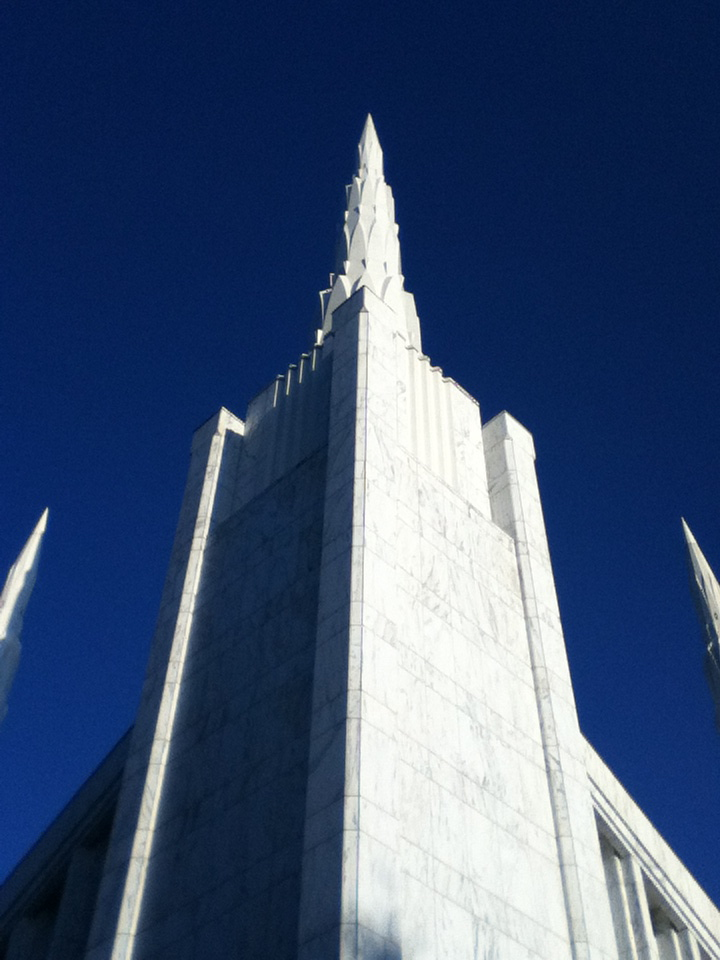
Der Portland Mormon Temple, eine Kirche

### Bevölkerungsentwicklung

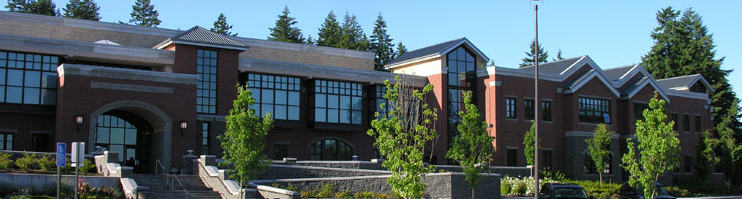
Lake Oswego High School

| Historische Bevölkerung | Historische Bevölkerung | Historische Bevölkerung |
| Volkszählung            | Pop.                    | %±                      |
| ----------------------- | ----------------------- | ----------------------- |
| 1880                    | 96                      | —                       |
| 1890                    | 544                     | 466,7 %                 |
| 1920                    | 1.818                   | —                       |
| 1930                    | 1.285                   | −29,3 %                 |
| 1940                    | 1.726                   | 34,3 %                  |
| 1950                    | 3.316                   | 92,1 %                  |
| 1960                    | 8.906                   | 168,6 %                 |
| 1970                    | 14.615                  | 64,1 %                  |
| 1980                    | 22.527                  | 54,1 %                  |
| 1990                    | 30.576                  | 35,7 %                  |
| 2000                    | 35.278                  | 15,4 %                  |
| 2010                    | 36.619                  | 3,8 %                   |
| 2020                    | 40.731                  | 8,7 %                   |

## Infrastruktur
Im Ort gibt es zwei Parks, zwei Highschools und weitere Schulen. Außerdem hat der Ort eine Bibliothek. Die Parks sind der George Rogers Park, benannt nach dem Pionier George Rogers Clark, und der Millennium Plaza Park.

## Söhne und Töchter der Stadt
- Walter Frederick Brown (* 28. Juli 1926, Lake Oswego), US-amerikanischer Politiker, Präsidentschaftskandidat der Sozialistischen Partei der USA bei den Wahlen von 2004.
- Donald Schollander (* 30. April 1946, Charlotte, North Carolina), ehemaliger US-amerikanischer Schwimmer (Olympiasieger 1964, 1968)
- Matt Biedel (* 24. Juli 1975 in Lake Oswego), US-amerikanischer Schauspieler
- Marissa Neitling (* 8. Mai 1984 in Lake Oswego), US-amerikanische Fernseh- und Filmschauspielerin
- Kevin Wesley Love (* 7. September 1988, Santa Monica, Kalifornien), aufgewachsen in Lake Oswego, US-amerikanischer NBA-Spieler der Cleveland Cavaliers
- Myke Tavarres (* 18. November 1992, Lake Oswego), American-Football-Spieler